# Corriente
La corriente est une race américaine. Elle est aussi dénommée criollo (criollo signifie autochtone pour les américains hispanophones, a rapprocher du français créole).

## Origine
Elle descend du bétail amené en Amérique centrale par les Espagnols à partir du XVe siècle. Elle est issue du croisement de bovins du rameau blond et rouge et de bovins du rameau ibérique. Ce bétail élevé en système extensif a créé une population marron qui la fait considérer comme autochtone dans de nombreuses régions par opposition aux races nouvellement introduites. C'est une cousine de la race Texas Longhorn américaine.
Elle est élevée au sud-est des États-Unis (Floride, Louisiane, Texas...) et au Mexique sous le nom de criollo ou chinampo. Elle est aussi élevée en Amérique du sud sous le nom de criollo. 
Croisée avec des races plus productives depuis longtemps, elle a presque disparu. Le livre généalogique aux États-Unis date de 1982. Son inscription révèle une volonté de préserver une population en race pure.

## Morphologie
Elle a de grandes différences selon les régions, les croisements subis ou l'adaptation à un climat depuis 500 ans. 
Elle porte une robe non définie, unie mouchetée ou pie, allant du gris clair sale au noir, en passant par fauve, rouge ou gris ardoise. Les taureaux sont souvent plus foncés au niveau du garrot. Les muqueuses sont noires. Les cornes sont bien développées, pointées vers l'avant ou le haut.
C'est une race de taille réduite. Les vaches pèsent autour de 450 kg. Elle a une silhouette de marcheuse, anguleuse et fine.

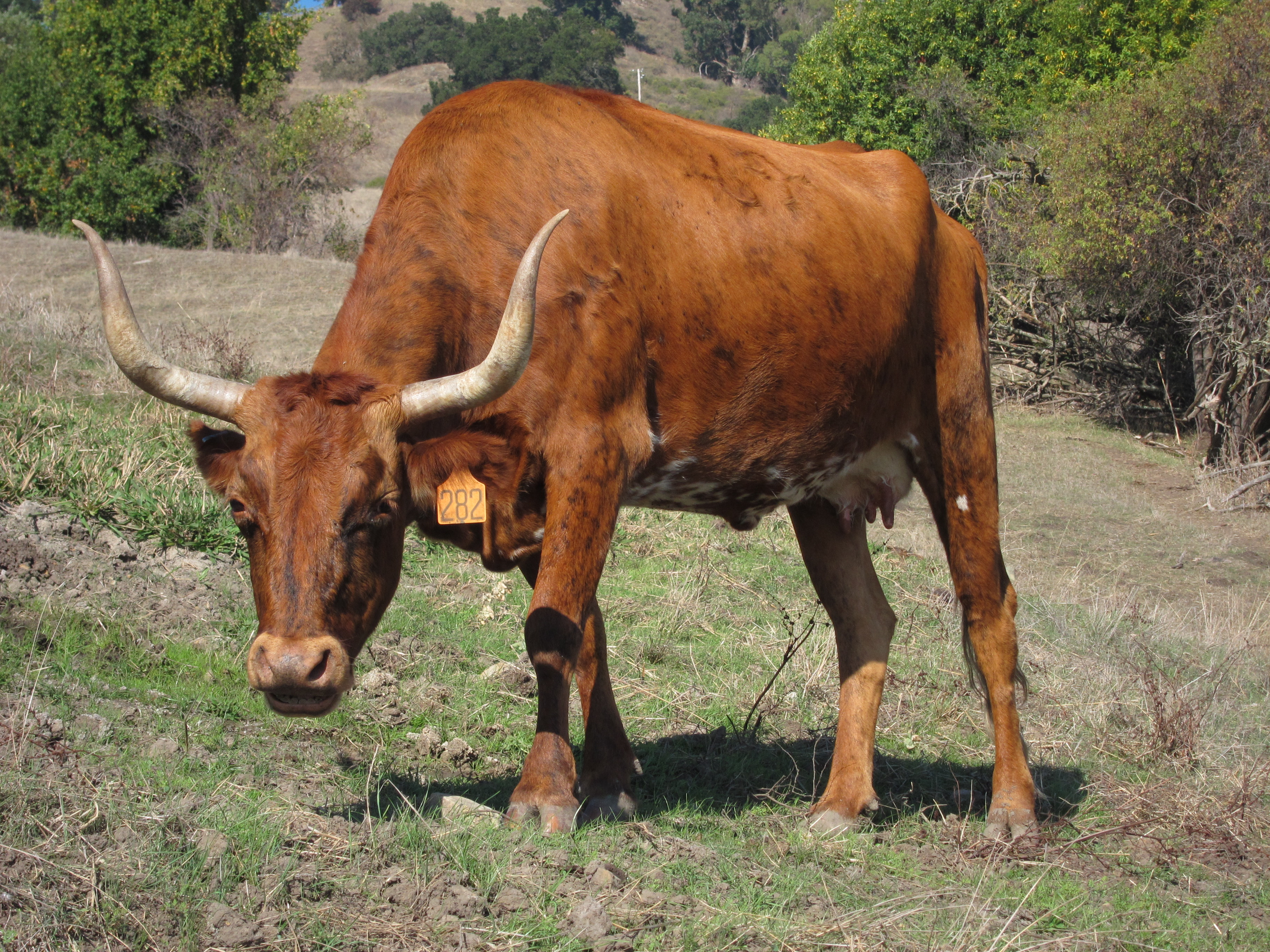
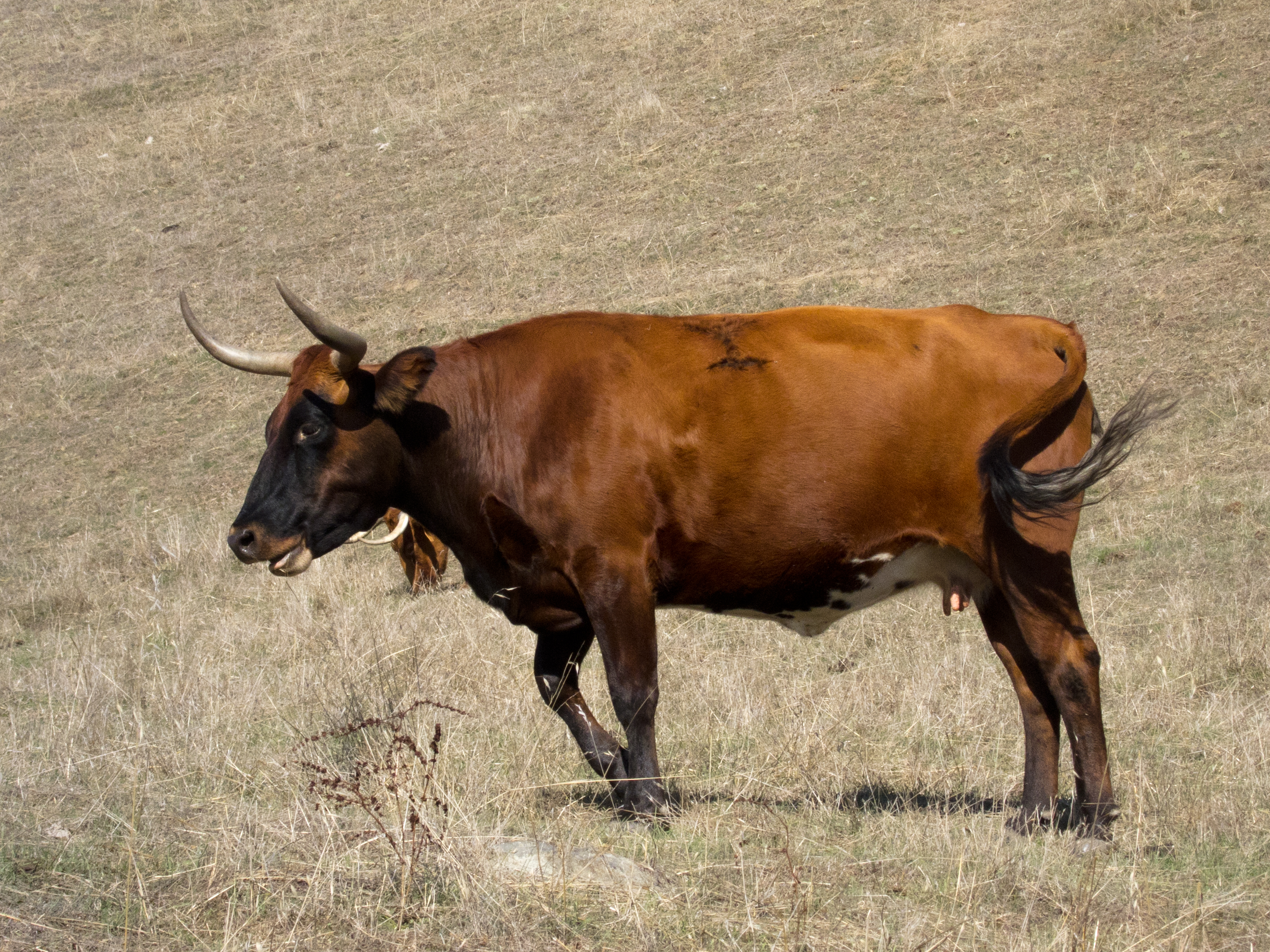

## Aptitudes
C'est une race ancienne à tout faire. Elle a fourni lait, viande, cuir et force de travail à de jeunes pays en création. Elle a de grandes qualités de rusticité, facilité de vêlage, aisance à trouver sa nourriture sur des zones arides et à reconstituer ses réserves après une disette, ou encore bonne aptitude à la marche. Aujourd'hui, ses qualités sont un peu mises à mal par d'autres races plus spécialisées. Elles sont alors préservées pour les spectacles folkloriques de rodéo: capture des veaux, marquage...
En Amérique du sud, elle reste la base de la population bovine, mais l'usage croissant de taureaux de race bouchère sélectionnée fait diminuer les effectifs en race pure. 